# Strada provinciale 21 Nuova Bovesana
La strada provinciale 21 Nuova Bovesana (SP 21) è una strada extraurbana nella provincia di Cuneo.

## Percorso
La strada deriva in buona misura dalla riconversione sedime della Ferrovia Cuneo-Boves-Borgo San Dalmazzo, chiusa al traffico il 18 luglio 1960.
Tale arteria ha inizio da una rotatoria posta lungo la strada provinciale 3 in corrispondenza del casello autostradale di Cuneo Est dell'A33. La strada si presenta a carreggiata unica con una corsia per senso di marcia e presenta alcuni incroci a raso regolati da rotatorie in corrispondenza all'ex strada statale 22 di Val Macra e all'ex strada statale 564 Monregalese.
La strada prosegue su un percorso pianeggiante e agevole toccando i comuni di Boves e Borgo San Dalmazzo, terminando all'incrocio con la strada statale 20 del Colle di Tenda e di Valle Roja.

### Tabella percorso
| Nuova Bovesana |                                                            |    |           |
| Tipo           | Indicazione                                                | km | Provincia |
|                | Asti-Cuneo                                                 |    | CN        |
|                | ex di Val Macra Carrù                                      |    | CN        |
|                | strada statale 564 Monregalese Beinette - Pianfei -Mondovì |    | CN        |
|                | Borgo San Dalmazzo del Colle di Tenda e di Valle Roja      |    | CN        |